# Møysalen
Møysalen is een berg van 1262 meter hoog op het eiland Hinnøya van Vesterålen in de Noorse provincie Nordland. Het ligt in het nationaal park Møysalen.